# Postgebouw van Triëst

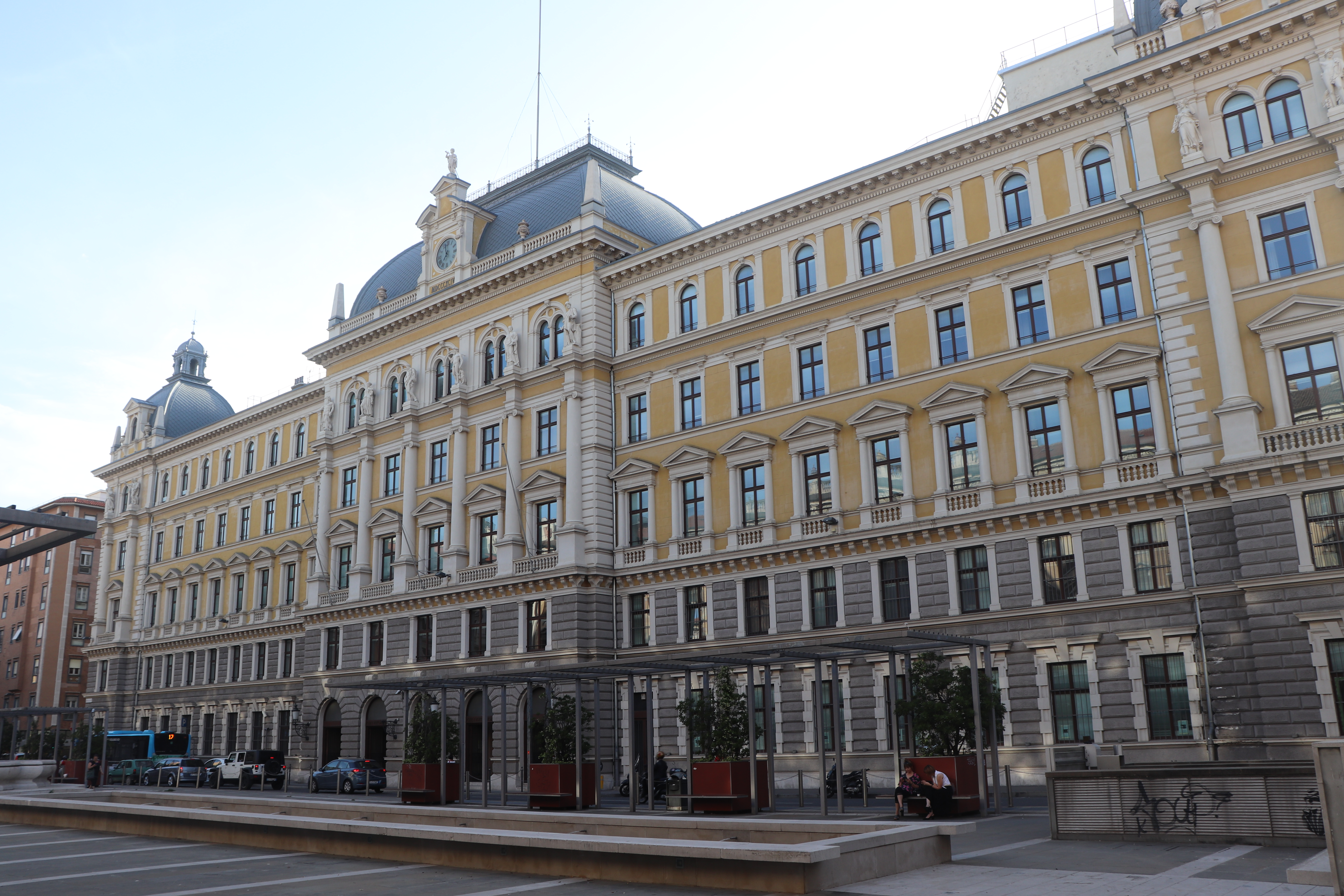
Palazzo delle Poste in Triëst, Italië

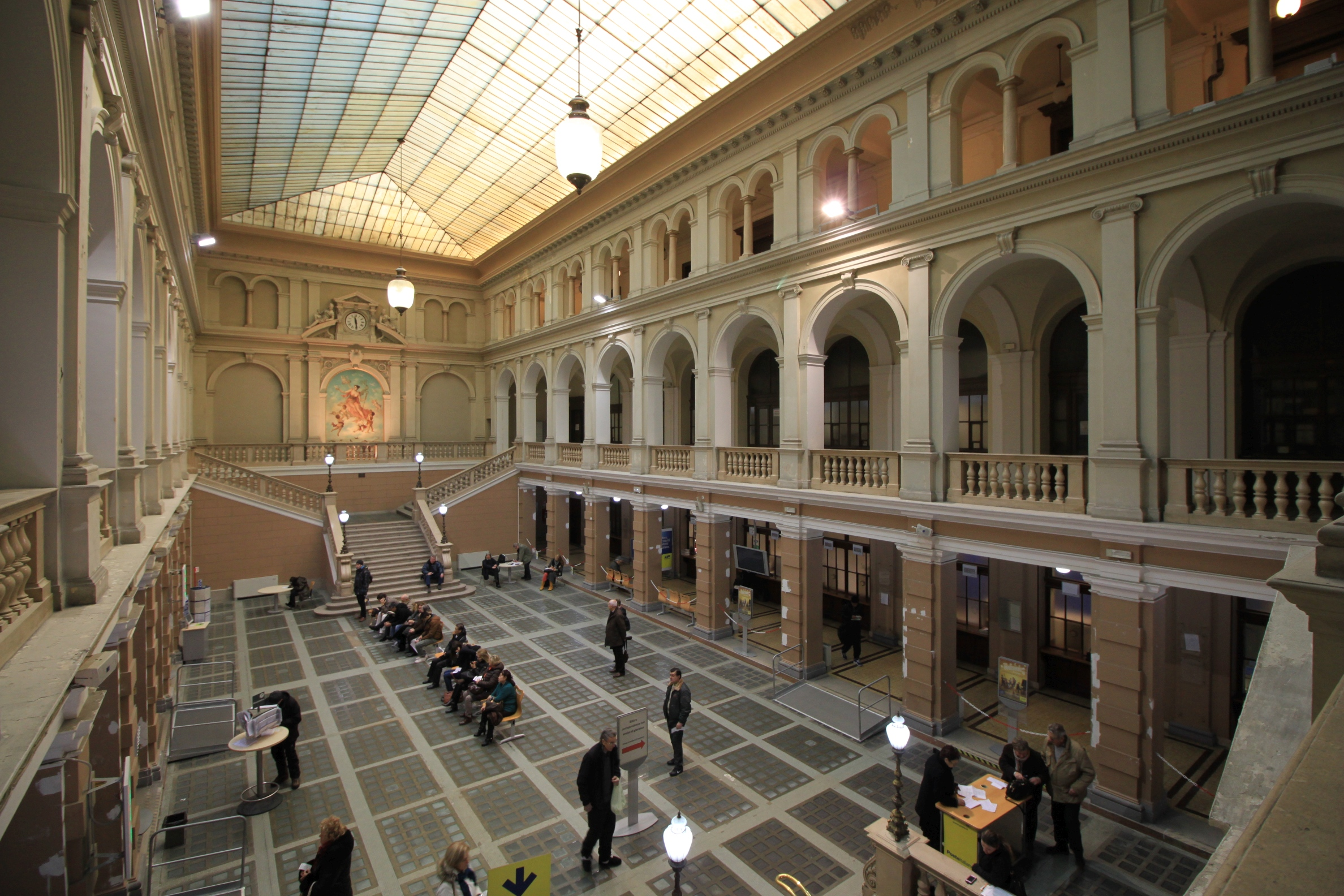
Centrale hal

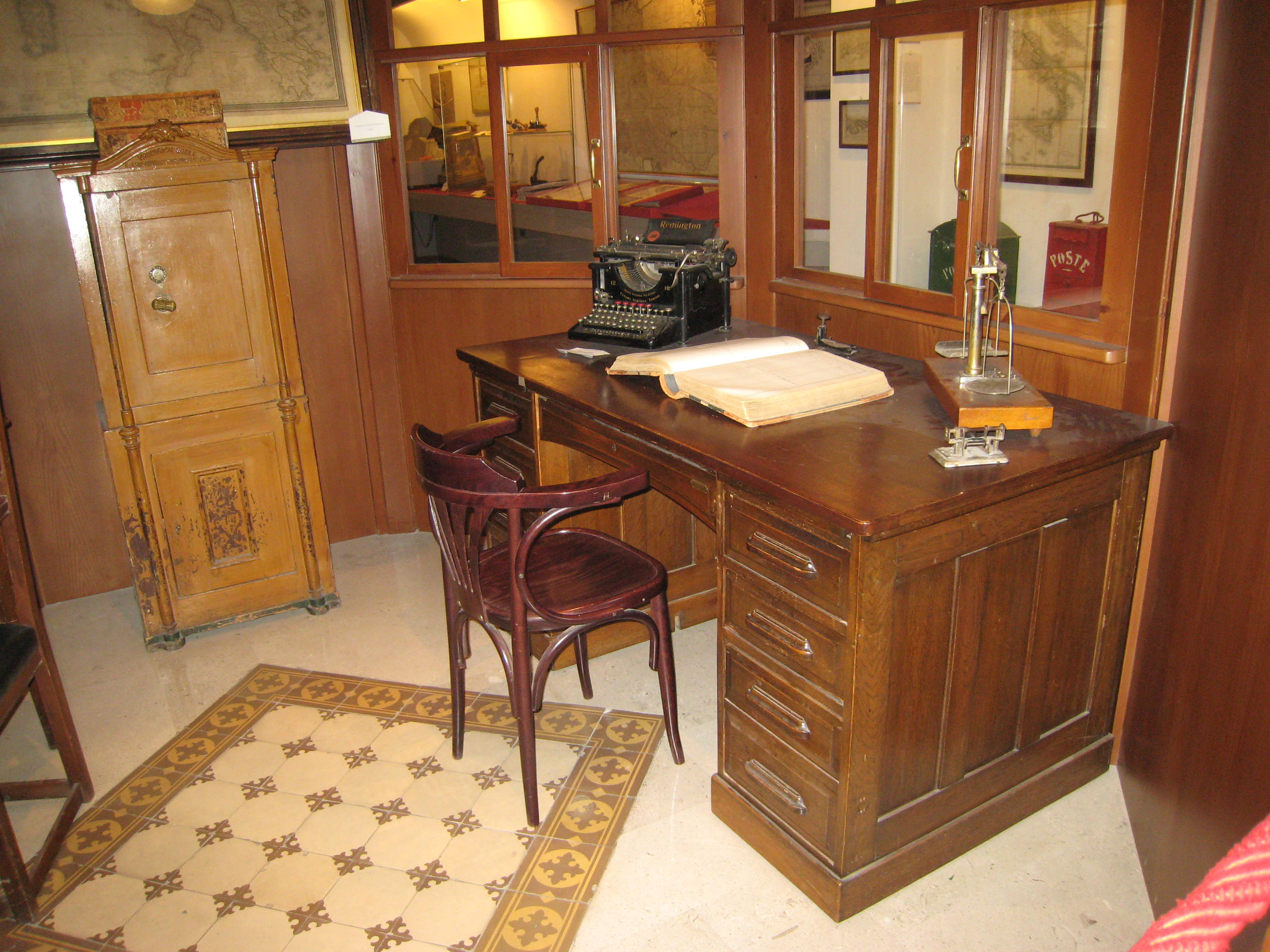
Postmuseum

Het postgebouw van Triëst, in het Italiaans Palazzo delle Poste di Trieste, is het hoofdpostkantoor van de provincie Triëst in Italië. Het 19e-eeuws postgebouw staat aan de Piazza Vittorio Veneto in het stadscentrum.

## Historiek
De bouw dateert van de periode toen Triëst een havenstad was van het Oostenrijks-Hongaarse Rijk. Triëst was er een vrije rijksstad. Friedrich Setz, afkomstig van Siebenbürgen in het huidige Roemenië, was de architect. Op het palmares van Setz staan verschillende postkantoren in steden van Oostenrijk-Hongarije. Aan het postkantoor werd gebouwd in de jaren 1890 tot 1894. Aan de gevel staan allegorische beelden van de handel, de zeevaart, de spoorwegen, wijnbouw, landbouw en industrie, alsook een postkoets in steen. In 1894 volgde de inhuldiging in aanwezigheid van de Oostenrijkse notabelen.
Aanvankelijk bevatte het de kantoren van posterijen en telegrafie van Oostenrijk-Hongarije. Dit ging na de Eerste Wereldoorlog over in de posterijen van het koninkrijk Italië, wanneer de stad Italiaans werd. Er kwamen later fiscale diensten van de Italiaanse overheid bij.
Sinds 1997 bevat het postgebouw een postmuseum. De naam is Museo Postale e Telegrafico della Mitteleuropa. Het is een van de stedelijke musea van Triëst.